# ژیلا حسینی
ژیلا حسینی مشهور به فروغ شعر کردی (۳۱ شهریور ۱۳۴۳ – ۶ مهر ۱۳۷۵) نویسنده و شاعر نوپرداز معاصر اهل ایران است. سه مجموعه شعر از او منتشر شده که به زبان‌های کردی و فارسی سروده شده‌اند. او اولین زن شاعر نوپرداز است که در ادبیات کردی، سرایش شعر نو را آغاز نمود.

## زندگی
ژیلا حسینی در ۳۱ شهریور ۱۳۴۳ در شهر سقز به دنیا آمد. پدربزرگش خوشنویس و شاعر بود و پدرش هنردوست و روشنفکر و او را به سرودن شعر تشویق می‌نمود. او از دوران نوجوانی شعر می‌نوشت و از اوایل دهه شصت در دوران انقلاب فرهنگی شروع به تجربه در سبک‌های مختلف شعری نمود و چندین سال بعد سبک و قالب شعری که به روحیات و تفکرات و احساسات او همخوان بود انتخاب نمود. هر چند شروع کار بسیار سخت بود اما ناامید نشد و به گونه ای اشعارش را می‌سرود که با روزگار جدید و مسائل اجتماعی پیرامون و مهم‌تر از همه مسائل زنان مرتبط بود. این اولین بار بود که زنی عرصه‌های جدید هنری را تجربه نموده و حساسترین مسائل روز جامعه را با نظمی جدید فریاد می‌زد. گرایش اشعارش به نشان دادن مظلومیت زن و حقوق زنان آنهم در جامعه مردسالار دهه‌های پنجاه و شصت شمسی، تا آنجایی پیش رفت که حتی زندگی خانوادگی اش را تحت تأثیر قرار داد.
او در نهایت توانست تأثیری عمیقی بر تفکرات مردم منجمله شعرا و هنرمندان دیگر بگذارد به گونه ای که امروز شاهد حضور فراوان زنان شاعر و هنرمند در عرصه‌های مختلف هنری و آفرینش آثار ادبی ذی‌قیمت هستیم.
او در  ششم مهرماه ۱۳۷۵ در سفرش به تهران و دیدار شاعر نامدار کرد شیرکو بیکس همراه با دختر 10 ماهه اش ژینا در جاده ی سنندج - دهگلان بر اثر واژگون شدن اتومبیل شان جان خود را از دست می دهد.     در مراسم خاکسپاری او جمعیت بزرگی از هنرمندان و شاعران از سراسر کشور و همچنینی کشورهای همسایه حضور داشتند و شیرکو بی کس قطعه ای شعر  نو در سوگ او سرود.

## سبک شعر

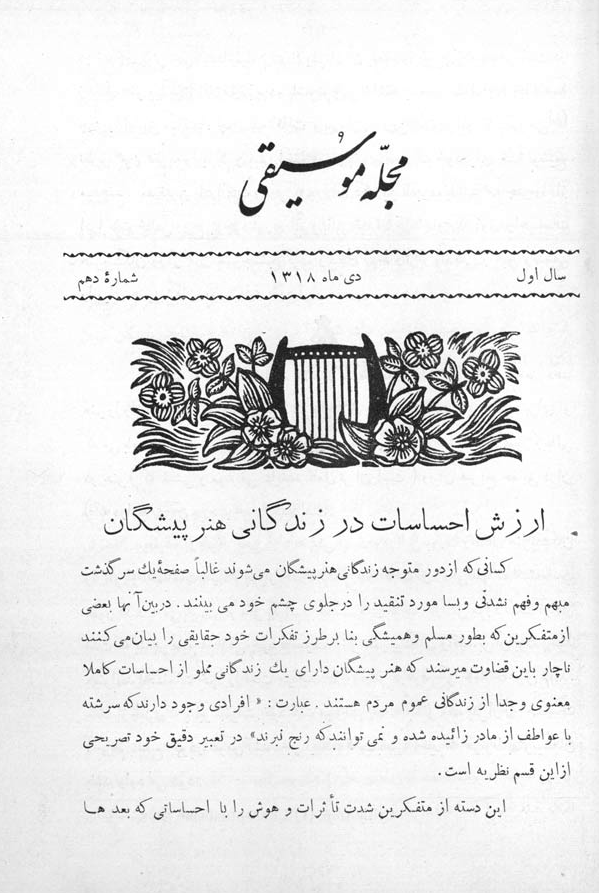
مقاله ارزش احساسات در زندگی هنرپیشگان اثر نیما یوشیج

در عرصه ادبیات کردی، شعر نو بعد از جنگ جهانی اول و با پیشگامی شاعرانی چون رشید نجیب، رحمان بگ نفوس، شیخ صالح شیخ نوری در دههٔ چهارم قرن بیستم آغاز و توسط عبدالله سلیمان گوران پدر شعر نو کردی به عرصهٔ ادبیات کردی وارد شد.
نیما یوشیج و عبدالله گوران، پدید آورندگان شعر نو در زبان‌های فارسی و کردی، مسیر مشابهی را در جریان نوگرایی خود در عرصهٔ شعر پیمودند. از این شاعران می‌توان به عنوان شاعران اجتماعی یاد کرد زیرا مسائل اجتماعی و سیاسی آن روزگار تأثیر عمیقی بر شعر آنها گذاشته‌است.
بدین ترتیب شعر نو با مسائل اجتماعی و سیاسی آمیخته‌است و این مسائل هستند که کیفیت زندگی مردم را رقم می‌زنند. این خصوصیت چیزی بود که ژیلا حسینی را عمیقاً تحت تأثیر قرار داد.
ژیلا با نوشتن داستانی که آن را «برباد رفته» نامید دوره هنری خود را شروع و در عرصه شعر نو به عنوان شاعری نوگرا کارش را ادامه داد و به این دلیل شهرت یافت که در بین زنان شاعر در عرصه ادبیات کردی و شعر نو پیشرو بود. او زبان شعر را از قالب مردانه اش خارج و با استعاره و تشبیه و شکوه و پرداختن به مفاهیم اجتماعی زن و تنهایی زن، اشعارش را سرود.
گرایش‌های او به مفاهیم زن و مسائل حقوق زنان از طرفی و گرایش به ادبیات نوگرای کردی و واکنش به مسائل اجتماعی کردها همانند بمباران شیمیائی حلبچه از طرف دیگر به نوعی منجر به این شد که سبک جدید پدیدار شده و زبانی نو در بیان مسائل مرتبط با زندگی مردم ایجاد گردد.
در سالهای بعد از مرگ او شعرای زن و مرد دیگر تلاش بر تکامل این سبک نو نمودند.

## آثار
- گه‌شه ئه‌وین: دیوان اشعار[۱۸][۱۹]
- قلعه اسرار: دیوان اشعار در سه جلد[۲۰][۲۱]
- طلب مغفرت: ترجمه داستانی صادق هدایت.[۲۲]
- دزیره: ترجمه رمان از فارسی به کردی
- چتر: دفتر اشعار کردی برای کودکان
- مقالات:ژیلا مفالات متعددی نیز در زمینه نقد زندگی و اشعار شاعران معاصر نوشته‌است که می‌توان به مقاله او در مورد اشعار سواره ایلخانی زاده اشاره نمود که در کنگره مشاهیر کرد در سنندج قرائت شد.